# Bauragai
Bauragai é uma cidade do Afeganistão, localizada na província de Balkh.